# Sakya
| Tibetische Bezeichnung                    |
| ----------------------------------------- |
| Tibetische Schrift: ས་སྐྱ་                  |
| Wylie-Transliteration: sa skya            |
| Aussprache in IPA: [saca]                 |
| Offizielle Transkription der VRCh: Sa’gya |
| THDL-Transkription: Sakya                 |
| Andere Schreibweisen: Sagya               |
| Chinesische Bezeichnung                   |
| Traditionell: 薩迦                        |
| Vereinfacht: 萨迦                         |
| Pinyin:Sàjiā                              |

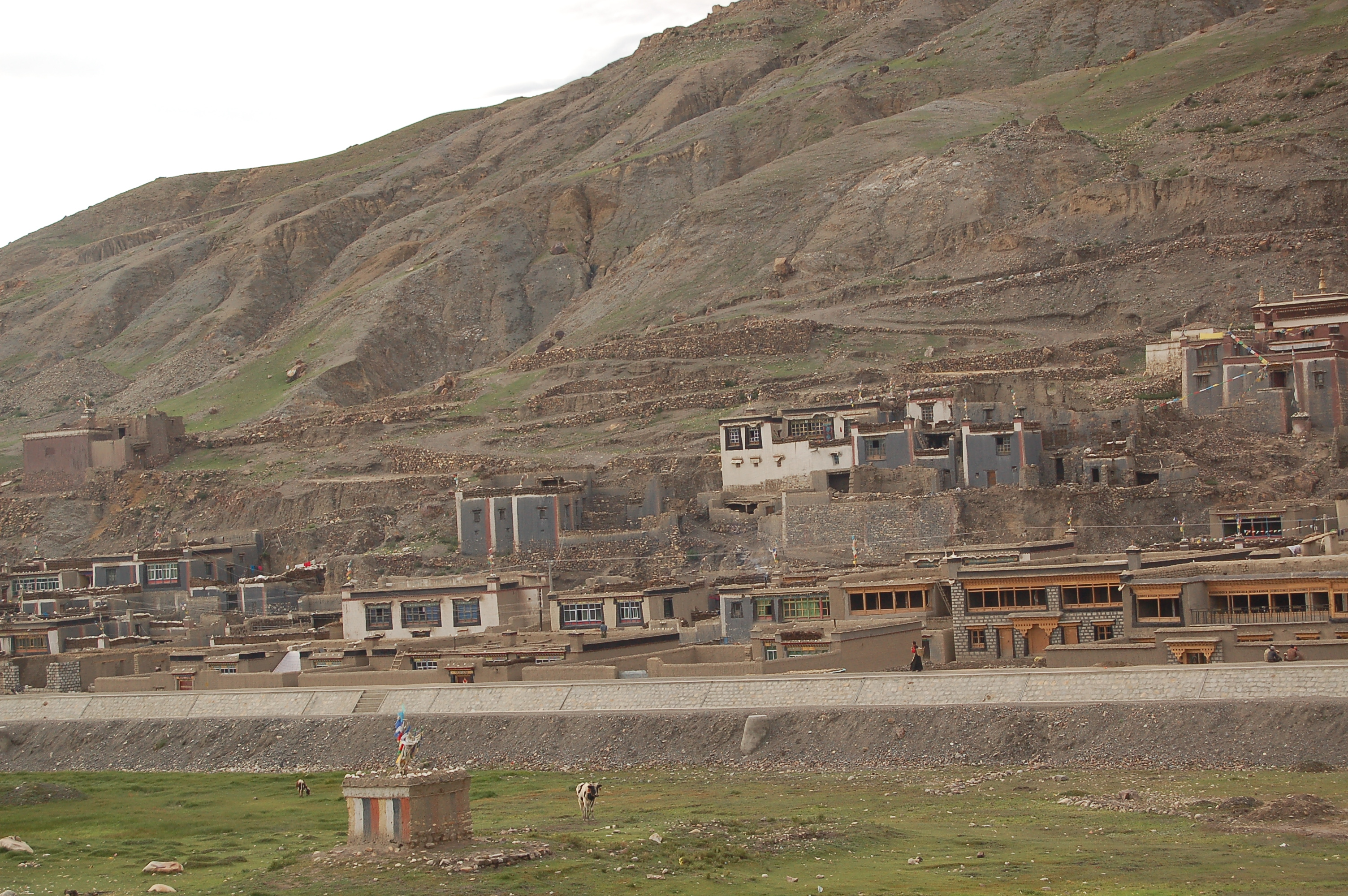
Teile des zwischen 1960 und 1970 völlig zerstörten Nordklosters von Sakya

Sakya („Graue Erde“) ist neben Nyingma, Kagyü und Gelug eine der „vier großen Schulen“ des tibetischen Buddhismus.
Die Schule ist nach dem 1073 von Khön Könchog Gyelpo (1034–1102) gegründeten buddhistischen Sakya-Kloster benannt, das in Sakya liegt und in Tibet Sakya Densa (tib.: sa skya gdan sa) bzw. Sakya Gönpa (tib.: sa skya dgon pa) genannt wurde.

## Geschichte

### Entstehung der Sakya-Schulen

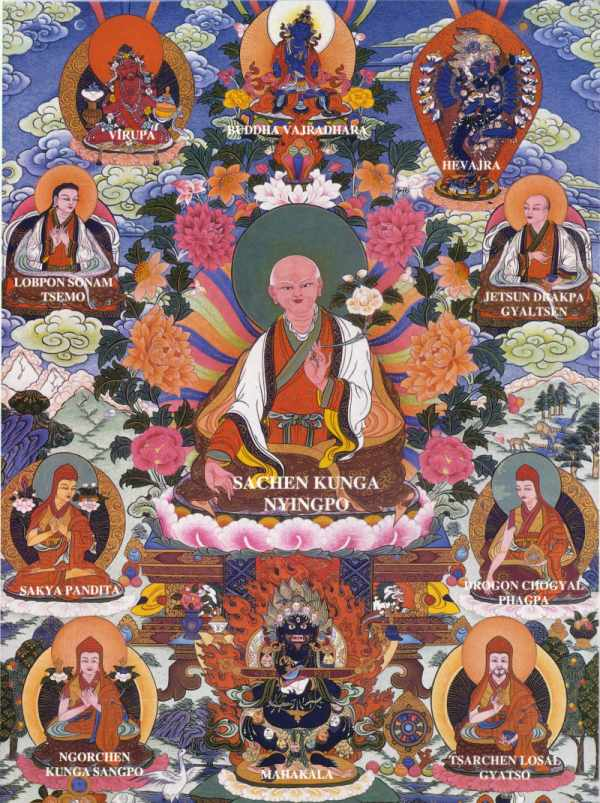
Sakya-Gründungsväter

Die Sakya-Tradition wurde von den „fünf ehrwürdigen höchsten Meistern“ zu ihrer vollen Blüte gebracht. Zu diesen Meistern zählen:
1. Sachen Künga Nyingpo (1092–1158)
2. Sönam Tsemo (1142–1182)
3. Dragpa Gyeltshen (1147–1216)
4. der Sakya Pandita Künga Gyeltshen (1182–1251)
5. Drogön Chögyel Phagpa (1235–1280)

Es entstanden später drei Untertraditionen, die die Lehren des ersten Sakya-Pandita hielten:
1. die Sakya-Tradition  ausgehend von den „fünf ehrwürdigen höchsten Meistern“
2. die Ngor-Tradition, ausgehend von Ngorpa Künga Sangpo (1382–1456)
3. die Tshar-Tradition, ausgehend von Tsharchen Losel Gyatsho (1502–1566)

Aus der ersteren entstanden drei weitere Unterschulen:
1. die Bulug-Tradition, ausgehend von Bustön Rinchendrub (1290–1364)
2. die Jonang-Tradition, ausgehend von Yumo Mikyö Dorje (11. Jahrhundert)
3. die Bodong-Tradition, ausgehend von Kadampa Geshe Mudra Chenpo

### Khön-Familienlinie
Nahezu alle bedeutenden Lamas der Sakya-Tradition inkarnieren seit Jahrhunderten in den Häusern der Khön-Familie. Diese Familie kann ihre Herkunft bis in die Zeit vor der ersten Übersetzungsphase in Tibet zurückverfolgen. Einer der Khön-Vorfahren war bereits Schüler von Padmasambhava und gehörte zu den ersten sieben Mönchen, die von Vimalamitra im 9. Jahrhundert im Kloster Samye in Tibet ordiniert wurden.

### Lehnsherrschaft über Tibet

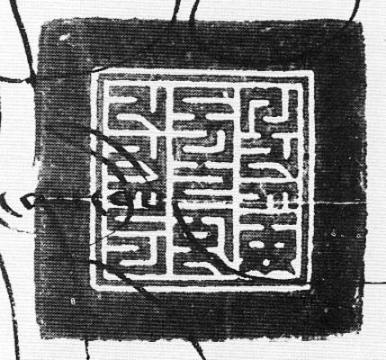
Eines der Amtssiegel der Thronhalter von Sakya

Gegen 1264 erhielt der Führer der Sakya-Schule Chögyel Phagpa (1239–1279) vom mongolischen Yuan-Kaiser Kublai Khan die Lehnsherrschaft über Tibet, die er und seine Nachfolger bis 1354 ausübten. Zu dieser Zeit war das Kloster Sakya das Verwaltungszentrum der von den Sakya Thridzin beherrschten Regionen Tibets. Dies erklärt auch den Ausbau des Nordklosters zu einer gewaltigen Trutzburg. Mit dem Untergang der Yuan-Dynastie verloren die Thronhalter von Sakya ihre zentrale Machtstellung über die gesamte Region Tibet. Sie blieben aber bis 1959 weltliche Herrscher der ihnen zugeordneten Region Sakya mit eigenem Steueraufkommen, Jurisdiktion und Verwaltungshoheit.

## Lehren der Sakya

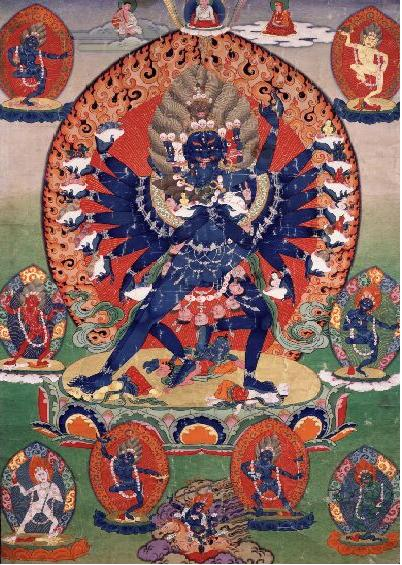
Hevajra-Meditationsgottheit

Der wichtigste Teil der tantrischen Lehren der Sakyapa wurde von Bari Lotsawa (1040–1112) übersetzt, darunter das Hevajra-Tantra und das Guhyasamaja-Tantra. Geboren in Ost-Kham reiste er nach Indien, wo er den Meister Virupa traf und daraufhin verschiedene tantrische Lehren übersetzte und nach Tibet brachte.
Die genannten fünf großen Meister gründeten daher ihre Lehren auf denen des großen indischen Meisters und Gelehrten Virupa. Sie übernahmen die Mahamudra-Belehrungen Virupas und Lehren vieler anderer großer Verwirklichter. Sachen Künga Nyingpo galt als Erscheinung sowohl des Bodhisattvas des Mitgefühls Avalokitesvara als auch des Weisheitsbuddha Manjushri.
Er wurde für seine Schriften zum Hevajra-Tantra in Bezug auf das Sakya-System des Lamdre (auch: Lam Dre; tib.: lam 'bras; Pfad und Frucht) bekannt. Der große Gelehrte Sakya Pandita Künga Gyeltshen, zugleich der sechste Thronhalter der Sakya-Linie, war zu seiner Zeit weit über die Sakya-Schule hinaus für seine Gelehrsamkeit auf dem Gebiet von Sutra und Tantra berühmt. Seine Abhandlungen über Logik wurde ein Standardwerk zu diesem Thema.
Die Sakya-Linie hat des Weiteren die Lehren der älteren Kadam-Schule übernommen. Die Lehren über Vajrakila wurden bereits im 9. Jahrhundert von Guru Rinpoche einem Mitglied der Khön-Familie übertragen. Später wurde diese Übertragung in den Lehrkörper der entstehenden Sakya-Schule integriert. Die Praktiken über Vajrayogini wurden von Naropa ebenfalls an ein Mitglied der Khön-Familie übertragen. Es wurden weiter auch die tantrischen Praktiken zu Kalachakra gemäß der Ra-Übertragungslinie eingefügt.

## Bedeutende Sakya-Meister
- Vajrasanapada (tib. Dorje Danpa), (11. Jh.), indischer Meister und Guru von Bari Lotsawa, Vorvater der Sakya-Tradition
- Khön Könchog Gyelpo (1034–1102), 1. Thronhalter der Sakya
- Bari Lotsawa Rinchen Dragpa (1040–1112), 2. Thronhalter
- Sachen Künga Nyingpo (1092–1158), 3. Thronhalter
- Sönam Tsemo (1142–1182), 4. Thronhalter
- Dragpa Gyeltshen (1147–1216), 5. Thronhalter
- Sakya Pandita Künga Gyeltshen (1182–1251), 6. Thronhalter
- Drogön Chögyel Phagpa (1235–1280)
- Butön Rinchen Drub (1290–1364)
- Dolpopa Sherab Gyeltshen (1292–1361)
- Lama Dampa Sönam Gyeltshen (1312–1375), 14. Thronhalter
- Ngor Chen Künga Sangpo (1382–1456), Gründer der Ngor-Tradition
- Gongma Künga Lodrö (1729–1783), Halter aller bedeutenden Sakya-Linien (Unterschulen)
- Jamyang Khyentse Wangpo (1820–1892), Mitbegründer der Rime-Bewegung
- Satön Dorje Chang Ngawang Legpa (1864–1941)
- Jamyang Khyentse Chökyi Lodrö (1896–1959)
- Ngawang Thutob Wangchug (1900–1950)

## Linienhalter und Verbreitung

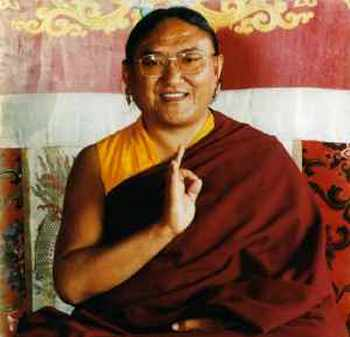
Der gegenwärtige Sakya Thridzin

Jetsün Chime Luding

Der derzeitige Thronhalter und auch Linienhalter der Sakya-Tradition ist der 41. Sakya Thridzin Ngawang Künga Thegchen Pelbar (* 1945). Das Amt des Thronhalters wechselt regelmäßig zwischen den zwei Häusern der Khön-Familie.
Sakya Thridzin lehrt gelegentlich auch in Europa. Eine weitere wichtige Meisterin dieser Linie, die regelmäßig auch im Westen Belehrungen und Einweihungen gibt, ist seine in Kanada lebende Schwester Jetsün Chime Luding. Sie gilt in dieser Linie als menschliche Dakini und Ausstrahlung von Tara, Prajnaparamita und Vajrayogini. Sie ist eine von weniger als zwölf Meistern, die qualifiziert sind, den Lamdre oder „den Weg, der das Ziel beinhaltet“ zu übertragen. Lamdre sind die „höchsten und tiefgründigsten mündlichen Unterweisungen der Sakya-Tradition“. Wie Dzogchen, Cö (tib.: gcod, vgl. zhi byed) und Kalachakra gehört Lamdre zu Tibets einzigartigen und vollständigen Systemen von Meditationspraktiken.
In der Sakya-Tradition ist das Hevajra-Tantra von großer Bedeutung, aber auch andere Tantras werden übertragen. In Amerika und Europa haben sich inzwischen Sakya-Gemeinschaften angesiedelt. Diese sind auch in Deutschland zu finden.

## Rime
Im 19. Jahrhundert entstand unter dem aus der Sakya-Linie stammenden Tertön (Schatzfinder) Jamyang Khyentse Wangpo (1820–1892) und anderen die so genannte „Rime-Bewegung“, die gruppenübergreifende Lehren aus allen religiösen Schulen Tibets und von Meistern aller Traditionen sammelte und praktizierte.